# Mimosa altoparanensis
Mimosa altoparanensis är en ärtväxtart som beskrevs av Arturo Erhardo Erardo Burkart. Mimosa altoparanensis ingår i släktet mimosor, och familjen ärtväxter. Inga underarter finns listade i Catalogue of Life.